# Allemannië
Allemannië was een van de Duitse stamhertogdommen.
De naam verwijst naar de stam van de Alemannen. Het gebied omvatte de huidige Elzas, het oosten van het huidige Zwitserland, het westen van het huidige Beieren en de tussenliggende gebieden. De Elzas werd later bij Lotharingen gevoegd.

## Allemannië en het Romeinse Rijk
Aan het einde van de groei van het Romeinse Rijk was het Romeinse Rijk ineengekrompen tot alleen Italië en vormden de Alpen de grens tussen het Romeinse Rijk en Allemannië. De Romeinen sloten in 328 een verdrag met de Alemannen. De Allemannische krijgers werden in het leger genomen door de Romeinen. In 350 kwam het Romeinse leger in opstand en het verdrag werd verbroken. Deze twee volkeren bleven tot de val van het West-Romeinse Rijk vijanden van elkaar.

## Allemannië in de middeleeuwen
Het grondgebied van de Alemannen werd in de middeleeuwen geheel door het Frankische Rijk veroverd en er bleef alleen nog een kleine provincie die Allemannië heette bestaan, het Allemannische Rijk was ten onder gegaan.